# Chlumetia multilineata
Chlumetia multilineata är en fjärilsart som beskrevs av Alfred Ernest Wileman och Reginald James West 1928.
Chlumetia multilineata ingår i släktet Chlumetia och familjen nattflyn. Inga underarter finns listade i Catalogue of Life.